# Liste der Naturdenkmale in Gailingen am Hochrhein
| Naturdenkmale | Anzahl |
| ------------- | ------ |
| FND           | 0      |
| END           | 2      |
| Gesamt        | 2      |

Die Liste der Naturdenkmale in Gailingen am Hochrhein nennt die verordneten Naturdenkmale (ND) der im baden-württembergischen Landkreis Konstanz liegenden Gemeinde Gailingen am Hochrhein. In Gailingen am Hochrhein gibt es insgesamt zwei als Naturdenkmal geschützte Objekte, keines ist ein flächenhaftes Naturdenkmal (FND), beide sind Einzelgebilde-Naturdenkmale (END).
Stand: 31. Oktober 2016.

## Einzelgebilde (END)
| Name                     | Bild | Kennung     | Einzelheiten           | Position | Fläche Hektar | Datum         |
| ------------------------ | ---- | ----------- | ---------------------- | -------- | ------------- | ------------- |
| 1 Winterlinde            | BW   | 83350260002 | Gailingen am Hochrhein | ⊙        | 0,0           | 21. Dez. 1978 |
| 3 Winterlinden           | BW   | 83350260001 | Gailingen am Hochrhein | ⊙        | 0,0           | 21. Dez. 1978 |
| Legende für Naturdenkmal |      |             |                        |          |               |               |